# Agribusiness

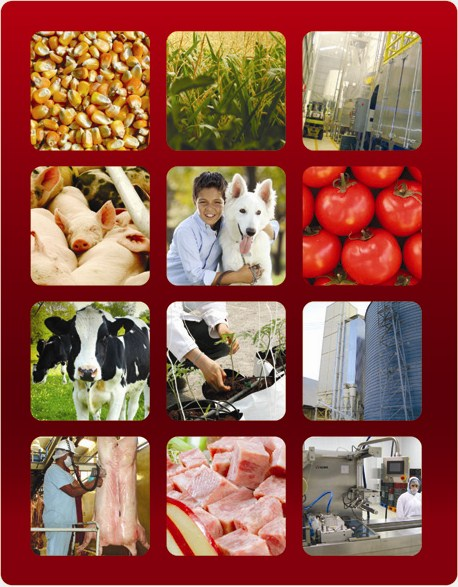
Agribusiness producten en processen.

Onder Agribusiness verstaat men de gehele productiekolom van agrarische bedrijven, inclusief opslag, transport, handel, verkoop aan de consument en inclusief de toeleverende en ondersteunende bedrijven.
Eveneens verwant zijn "agrosector", "agrocomplex", of zelfs "agrobusiness-complex". "Agrobusiness-complex" is door Cardol en Maas (1982) gedefinieerd als "de verzameling activiteiten die gericht is op het produceren en distribueren van inputs voor agrarische bedrijven, op het productieproces van de agrarische bedrijven zelf en op het distribueren van de agrarische output, al of niet nadat deze is be- of verwerkt." Het gaat dus om de activiteiten van agrarische bedrijven, maar ook van transportbedrijven, proefstations, voorlichtingsdiensten, loonbedrijven, zuivelindustrie etc.
Door Maas en anderen is in de jaren tachtig een eerste omvattende studie verricht naar een Nederlands agri-business-complex, de tuinbouw.